# Brabova
Brabova es una comuna ubicada en el distrito de Dolj, Rumania.

## Superficie
Posee una superficie de 79,63 kilómetros cuadrados.

## Demografía
Hasta 2021 la población era de 1418 habitantes, con una densidad de población de 17,81 habitantes por kilómetro cuadrado.